# The Coup
The Coup är en amerikansk hiphopgrupp som utmärker sig med politiska, ofta marxistiska texter. Bildat i början av 1990-talet i Oakland, Kalifornien bestod The Coup ursprungligen av rapparen/producenten Boots Riley, rapparen E-Roc och DJ Pam the Funkstress. E-Roc lämnade gruppen efter deras andra album och den är sedan dess en duo.

## Diskografi
- 1993 – Kill My Landlord
- 1994 – Genocide & Juice
- 1998 – Steal This Album
- 2001 – Party Music
- 2006 – Pick a Bigger Weapon

- 2012 — Sorry To Bother You

- 2018 — Sorry To Bother You: The Soundtrack